# إيثان زوكرمان
إيثان زوكرمان (بالإنجليزية: Ethan Zuckerman) هو مدون وعالم حاسوب وأكاديمي متخصص في الإعلام وناشط حقوق الإنسان أمريكي، ولد في 4 يناير 1973. إيثان حاليا أستاذ مساعد في جامعة ماساتشوستس في مجال السياسة العامة والإعلام والمعلومات ، وألف كتاب إعادة التوصيل: كوسموبوليتيات رقمية في عصر الاتصال والذي فاز بجائزة زاكولو للكتاب.

## التعليم
تخرج زوكرمان من كلية ويليامز، حيث حصل على بكالوريوس الآداب في الفلسفة في العام 1993، وأمضى بعدها عام في جامعة غانا بمنحة من برنامج فولبرايت، وفي مسرح غانا الوطني في أكرا حيث درس علم موسيقى الشعوب وآلات الإيقاع.

## المسار المهني
كان زوكرمان من أوائل موظفي شركة Tripod.com، أحد أول الشركات الناجحة في عهد الدوت كوم، حيث عمل هناك بين عاميّ 1994 و1999. كان مسؤولًا عن تصميم وتنفيذ الموقع، والذي كان وقتها بتسويق المحتوى والخدمات للجامعيين حديثي التخرج. كان نموذج عمل الموقع قائم بالكامل على الإعلانات. وبعد شكوى أحد المعلنين من ظهور إعلانه في موقع يدعم الجنس الشرجي، قام زوكرمان بوضع تصور لوضع الإعلان بحيث لا يظهر في نفس صفحة الموقع. كان تصوره للحل فتح صفحة جديدة لا يظهر فيها إلا الإعلان، وظهرت النافذة المنبثقة للوجود. وبينما يدعي زوكرمان أنه فقط كتب الكود لفتح نافذة جديدة، ولكن منذ ذلك الوقت أصبح معروفا بمخترع النافذة المنبثقة.
في العام 2000 أنشأ شركة جيك كوربس، وفي العام 2004 أسس مشروع جلوبال فويسز.
فاز بجائزة «التكنولوجية في خدمة الإنسانية» المشرف عليها مجلة إم آي تي تكنولوجي ريفيو في العام 2002 لعمله على جيك كوربس. كان زوكرمان كبير باحثين في مركز بيركمان للإنترنت والمجتمع، حيث كان أيضًا زميلا فترة طويلة. تضمن عمله في المركز أبحاث في مجال الاهتمام الإعلامي الدولي، بالإضافة إلى مشاركته ريبكا ماكينون في تأسيس جلوبال فويسز.
ساهم لعدة أعوام بالكتابة لصالح موقع Worldchanging.com، حيث عمل أيضًا كرئيس مجلس إدارته.
في يناير 2007، انضم للمجلس الاستشاري لمؤسسة ويكيميديا.
في 2011، ضمته مجلة فورين بوليسي ضمن قائمة أفضل المفكرين العالميين، حيث ذكر أن الفكرة الأفضل أن «العالم غير مسطح وأن العولمة تخطت البداية فقط، وهذا يعني أن لدينا الوقت لتغيير ما نفعله لنقوم بالعمل الصحيح». وفي سبتمبر من نفس العام أصبح مدير مركز معهد ماساتشوستس للتكنولوجيا للإعلام المدني.
كان زوكرمان عضو في مجلس إدارة مؤسسة المجتمع المفتوح، وحاليا عضو مجلس إدارة في مؤسسات يوشاهيدي، جلوبال فويسز، والمؤسسة الصحفية الغانية الغير ربحية بن بلس بايتس.
في العام 2015 نشر حوار معه ضمن فيلم Do Not Track وهو فيلم ويب تسجيلي عن الخصوصية على الإنترنت.
في الأول من يوليو 2016، عيّن زوكرمان أستاذ مساعد متمرّس في علوم وفنون الإعلام في معهد ماساتشوستس للتكنولوجيا.
في العالم 2019، ألقت علاقة المستثمر ورائد الأعمال الياباني جوي إيتو مع المليارد جيفري إبستاين، المحكوم عليه في جرائم جنسية، ظلالها على تبرعات قدمها إبستاين لمعمل الإعلام في معهد ماساتشوستس للتكنولوجيا وشركات إيتو الناشئة، مما أدى إلى قيام زوكرمان باستقالته من منصبه كمدير معهد الإعلام المدني احتجاجا على تورّط المركز مع إبستاين. انضم بعدها إلى هيئة تدرسي جامعة ماساتشوستس في أميرست في إبريل 2020.

## حياته الشخصية
يعيش زوكرمان في لينسبوروغ، ماساتشوستس، ولديه ابن من راشيل بارينبلات.

## الثقافة الشعبية
ذكر موقع ذي أونيون الساخر زوكرمان في مقالة عن الإعلانات الرقمية.

## أعمال زوكرمان
- "Using the Internet to Examine Patterns of Foreign Coverage." Neiman Reports, Fall 2004.
- Hal Roberts, Ethan Zuckerman, and John Palfrey. 2007 Circumvention Landscape Report: Methods, Uses, and Tools. Berkman Center for Internet & Society at Harvard University, 2009-03
- "Innovating From Constraint in the Developing World." Harvard Business Review, 2009-01-23
- "Web 2.0 tools for development: simple tools for smart people." Participatory Learning and Action, Volume 59, Number 1, Change at hand: Web 2.0 for development, 2009-06, IIED and CTA.
- "Citizen Media and the Kenyan Electoral Crisis." In: Stuart Allan. Citizen journalism: global perspectives. Peter Lang, 2009
- "Decentralizing the Mobile Phone:A Second ICT4D Revolution?" Information Technologies & International Development, Volume 6, SE, Special Edition 2010
- "International reporting in the age of participatory media." Daedalus, Spring 2010, Vol. 139, No. 2.
- "Internet Freedom: Beyond Circumvention." In: The next digital decade : essays on the future of the internet. Washington D.C. : TechFreedom, 2010.
- "The First Twitter Revolution?" Foreign Policy, 2011-01-14
- Hal Roberts, Ethan Zuckerman and John Palfrey. 2011 Circumvention Tool Evaluation. Berkman Center, 2011

## وصلات خارجية
- الموقع الرسمي
- جلوبال فويسز
- إيثان زوكرمان على تيد